# Polimestor
Na mitologia grega, Polimestor, também chamado Polimnestor, foi um rei da Trácia durante a guerra de Troia. Tornou-se parente de Príamo, rei de Troia, casando-se com Ilíone, sua filha (ou sua cunhada, segundo outras fontes).
Príamo, prevendo a possível queda de Troia, enviou-lhe seu filho Polidoro para que o protegesse durante a guerra e, com ele, parte de suas riquezas. Quando chegou à Trácia a notícia de que Príamo e seu filho Heitor tinham morrido, Polimestor assassinou seu hóspede para se apoderar do tesouro e atirou seu corpo ao mar, do alto de um penhasco.
Hécuba, mãe de Polidoro, que se tornara escrava dos gregos depois da queda de Troia, ficou sabendo quem matou seu filho e os motivos que o levaram a isso. Atraiu então Polimestor a uma cilada, dizendo-lhe que revelaria onde se encontrava o restante do tesouro do rei troiano. Quando o rei e dois de seus filhos chegaram ao local onde o suposto tesouro se encontraria, Hécuba arrancou os olhos de Polimestor, ajudada por outras mulheres troianas, e matou os dois príncipes.
O escritor romano Higino apresenta outra versão da história. Quando Polidoro nasceu, Príamo o entregou à sua filha Ilíone, casada com Polimestor. Ela o criou como se fosse seu filho, criando junto com Deifilo, seu verdadeiro filho, como se eles fossem irmãos, de modo que se alguma coisa acontecesse a um deles, ela poderia devolver o outro a seus pais.
Quando Troia caiu, os aqueus resolveram exterminar todos os descendentes homens de Príamo, jogando Astíanax das muralhas, e enviando mensageiros prometendo ao rei trácio a mão de Electra, filha de Agamemnon, e grande quantidade de riqueza se matasse Polidoro. Polimestor matou seu próprio filho, pensando que fosse o príncipe troiano. Polidoro, porém, foi ao oráculo de Delfos perguntar sobre seus pais, e recebeu a notícia de que sua cidade tinha sido queimada, seu pai morto, e sua mãe escravizada. Ao voltar, e verificar que nada do que o oráculo havia dito tinha acontecido, ainda achando ser o filho de Polimestor, ele perguntou à sua irmã Ilíone porque o oráculo tinha falado uma falsidade. Ela então revelou a verdade a Polidoro; seguindo o conselho da irmã, ele primeiro cegou Polimestor e depois o matou.